# Calladita
Pour plus de détails, voir Fiche technique et Distribution.
Calladita est un film espagnol réalisé par Miguel Faus, sorti en 2023.

## Synopsis
Ana, une femme de ménage colombienne travaille sur la Costa Brava pour une famille riche. Elle trouve le moyen de profiter de l'été après avoir rencontré une autre femme de chambre, Gisela.

## Fiche technique
- Titre : Calladita
- Réalisation : Miguel Faus
- Scénario : Miguel Faus
- Musique : Paula Olaz
- Photographie : Antonio Galisteo
- Montage : Iacopo Calabrese
- Production : Carlo D'Ursi et Miguel Faus
- Société de production : Calladita Films et Potenza Producciones
- Pays :  Espagne et  États-Unis
- Genre : Comédie dramatique
- Durée : 94 minutes
- Dates de sortie : 
  -  France : 10 novembre 2023 (Festival du film Nuits noires de Tallinn)
  -  Espagne : 17 mai 2024

## Distribution
- Paula Grimaldo : Ana
- Ariadna Gil : Andrea
- Luis Bermejo : Pedro
- Pol Hermoso : Jacobo
- Violeta Rodríguez : Claudia
- Nany Tovar : Gisela
- Victor Rebull : Vic
- Eduard Torres : Pol
- Álvaro Maisons : David
- Miguel Fernández : Jordi
- Alejo De Soler : Xavi
- Ayoub El Hilali : Ahmed
- Jesús Rubio : Danis
- Ronald Sosa : Tony
- Óscar Antares : Andrés Gómez Sala
- Angelita Balcazar : Carmen
- Yinaira Alvarez : Luz
- Chantal Aimée : Pilu
- Adriana Escalas : Clara
- Javier Giménez : Victor
- Carmen Lorenzo : Adriana

## Distinctions
Le film a été nommé pour le prix Goya du meilleur nouveau réalisateur.